# 3,3-Dimethylbutyraldehyd
3,3-Dimethylbutyraldehyd ist ein verzweigter gesättigter aliphatischer Aldehyd mit unangenehmem Geruch, der im Wesentlichen als Molekülbaustein in Duftstoffsynthesen und für den Süßstoff Neotam dient.

## Vorkommen und Darstellung
3,3-Dimethylbutanal wird als Vorstufe des in Öl- und Gasvorkommen relativ selten vorkommenden Kohlenwasserstoffs Neopentan postuliert und könnte durch mikrobiellen Abbau verzweigter Alkane entstanden sein.
Für die chemische Herstellung von 3,3-Dimethylbutyraldehyd wurden, insbesondere im Rahmen der Ausarbeitung von alternativen Neotamsynthesen, eine Vielzahl von Verfahren vorgeschlagen, von denen sich die meisten nicht für einen industriellen Prozess eignen.
Bei der Alkylierung von Isobuten mit Ethylen in Gegenwart von konzentrierter Schwefelsäure entstehen Schwefelsäureester des 3,3-Dimethyl-1-butanols, die sich leicht zum auch als Neohexanol bezeichneten Alkohol hydrolysieren lassen (Ausbeute 70–75 %).
Neohexanol wird in der Gasphase an einem Kupfer-Kontakt katalytisch mit hoher Produktivität und Selektivität zu Neohexanal dehydriert.
Unter milderen Bedingungen erfolgt die Alkylierung von 1,1-Dichlorethen mit tert-Butylchlorid oder tert-Butanol in Gegenwart von konz. Schwefelsäure und anschließender Hydrolyse zur 3,3-Dimethylbuttersäure (tert-Butylessigsäure) mit 70 %iger Ausbeute.
Um den hohen Chloridgehalt in der 3,3-Dimethylbuttersäure zu reduzieren, muss relativ umständlich ein hochsiedender Ester, z. B. mit 2-Ethylhexanol gebildet und fraktioniert, der Ester an einem Kupferchromitkontakt zum 3,3-Dimethylbutanol hydriert und anschließend mit einer Gesamtausbeute von ca. 80 % zum 3,3-Dimethylbutanal dehydriert werden.
In einer neueren Synthesevariante wird unter Katalyse mit Aluminiumtrichlorid AlCl3 Vinylacetat mit tert-Butylchlorid in hoher Ausbeute (92 %) zu 1-Chlor-3,3-dimethylbutylacetat alkyliert, das anschließend fast quantitativ zu 3,3-Dimethylbutyraldehyd hydrolysiert werden kann.

## Eigenschaften
3,3-Dimethylbutyraldehyd eine klare, farblose Flüssigkeit, die „stinkt“ und sich in Methanol und  Tetrahydrofuran, aber wenig in Wasser löst. Die Substanz ist als Flüssigkeit und Dampf feuergefährlich und stark augenreizend.

## Anwendungen
3,3-Dimethylbutanal ist ein wichtiges Zwischenprodukt bei der Synthese von Hexahydrobenzofuranen oder -chromenen der allgemeinen Struktur (X = -CH2- oder –(CH2)2-),
die begehrte Duftnoten wie z. B. eine Kombination von „ambra“ und „holzig“ aufweisen.
Die wichtigste Anwendung von Neohexanal ist als Baustein für den synthetischen Süßstoff Neotam, der durch reduktive Aminierung von Aspartam durch 3,3-Dimethylbutanal mit Wasserstoff an einem Palladium-Kontakt in ca. 65 % Ausbeute erhalten wird.
Die schwierige korrekte Dosierung und gleichmäßige Verteilung extrem süßer Zuckeraustauschstoffe, z. B. in Backwaren, und der unerwünschte langanhaltende Süßgeschmack – zusammen mit dem Aufkommen der natürlichen Steviolglycoside wie Steviosid und Rebaudiosid A  – haben einen signifikanten kommerziellen Erfolg des synthetischen Süßungsmittels Neotam verhindert.